# Керимов, Лятиф Гусейн оглы
Лятиф Гусейн оглы Кери́мов (азерб. Lətif Hüseyn oğlu Kərimov; 4 [17] ноября 1906, Шуша, Кавказское наместничество — 8 сентября 1991, Баку) — азербайджанский художник-орнаменталист, ковроткач, искусствовед, известный своим вкладом в ковроткачество Азербайджана и другие различные отрасли искусства. Заслуженный деятель искусств Азербайджанской ССР (1955), Народный художник Азербайджанской ССР (1960). Лауреат Сталинской премии первой степени (1950). Член КПСС с 1945 года.

## Биография

### Ранние годы
Лятиф Керимов родился 4 (17 ноября) 1906 года в Шуше, в Елизаветпольской губернии Российской империи. Его отец, Мешади Гусейн, был шляпным мастером, мать, Телли, — ковроткатчихой. В 1910 году семья переехала в Иран, в город Мешхед и поселилась в карабахском квартале. После окончания местного медресе в возрасте 14 лет Лятиф Керимов начал работать в магазине ковров и обучаться искусству ковроткачества (пойдя по стопам своей матери). Путешествовал по всему Ирану, демонстрируя свои ковры. Кроме того, у Керимова было много разнообразных интересов от бокса и литературы до исполнительских искусств. Советское консульство в Тегеране предложило ему стать членом русского культурного клуба, где он впоследствии играл в пьесах Узеира Гаджибекова и учредил хор Азербайджана.
Начиная с конца 1920-х годов Керимов принимал участие в движении за социальные права, требуя от имени ткачей Мешхеда восьмичасового рабочего дня и улучшения условий труда. В 1929 году был направлен в служебную командировку в Афганистан, чтобы содействовать роли театрального искусства. Однако Керимов вернулся в Иран два месяца спустя, не в состоянии выдержать суровые условия жизни в Афганистане. В том же году он получил советское гражданство, и правительство Ирана предоставило ему возможность переезда в Советский Союз, которoе Керимов принял.

### Советский период
По приезде в СССР Лятиф Керимов поселился в своем родном городе Шуше и женился на девушке по имени Шовкет. Был назначен инструктором по импорту в ковровой фабрике. Кроме того, основал и проводил курсы ковроткачества по иранской методике, которая до того момента была неизвестна карабахским ткачам. Для студентов, которые были неграмотны и не могли делать заметки, он сочинял лирические гошма (произведения азербайджанского поэтического жанра), чтобы помочь им запомнить ткацкие технологии. Позднее создал аналогичные курсы в Губе и Баку. Лятифом Керимовым в этот период были подготовлены многочисленные учебные пособия по технологии, усовершенствованию техники машинного ковроделия, разработана принципиально новая стилистика орнаментов и колористика ковров. Все это сыграло немаловажную роль при создании в 1935 году Гянджинской машинной ковровой фабрики.
Помимо ковров, Керимов успешно работал с ювелирными изделиями, занимался резьбой по дереву, декоративным интерьером зданий. В 1937 году был привлечён к работе над азербайджанским залом Всесоюзной сельскохозяйственной выставки вместе с Рустамом Мустафаевым. В 1940-х, когда Керимов занимался украшением интерьера Музея азербайджанской литературы имени Низами, c началом Великой Отечественной войны он был приглашен на Азербайджанское государственное радио в качестве диктора выпусков новостей.
В 1945 году был назначен заведующим кафедрой изобразительного искусства в Институт архитектуры и искусства Национальной Академии наук Азербайджана.
В период с 1947 по 1977 год составил словарь восточной музыки.
В 1954 году организовал свою первую персональную выставку, которая включала ковры, архитектурные украшения, резьбу по дереву, фарфоровые вазы, ювелирные изделия, графические элементы.
В 1955 году удостоен звания «Заслуженный деятель искусств Азербайджана». Его усилиями и на его энтузиазме в 1967 году был создан Азербайджанский государственный музей ковра и народно-прикладного искусства в городе Баку, первый музей такого рода в мире. Музей был назван в его честь в 1991 году.
Некоторые из сотканных Керимовым ковров хранятся в музеях Анкары, Стамбула и Тегерана.

## Награды и премии
- Два ордена Трудового Красного Знамени (1957 и 1976)
- Орден Дружбы народов (1986)
- Орден «Знак Почёта» (1946)
- Народный художник Азербайджанской ССР (1960).
- Заслуженный деятель искусств Азербайджанской ССР (1955).
- Сталинская премия первой степени (1950) — за ковёр, посвящённый 70-летию И. В. Сталина (1949).
- Почётная грамота Президиума Верховного Совета Азербайджанской ССР (1981)[12].

## Память
В 2006 году президент Азербайджана Ильхам Алиев издал указ о праздновании сотой годовщины рождения Лятифа Керимова, при поддержке Министерства культуры и туризма Азербайджана и Национальной Академии наук Азербайджана. В том же году 100-летие мастера коврового искусства было включено в Список памятных дат ЮНЕСКО на 2006—2007 годы.

## Сотканные ковры
Полный перечень ковров, созданных Лятифом Керимовым:
- Ковер «Афшан», 1931 год. Государственный музей изобразительного искусства им. Р. Мустафаева, Баку.
- Ковер «Афшан», 1932 год. Государственный музей изобразительного искусства им. Р. Мустафаева, Баку.
- Ковер «Дерйанур», 1934 год. Азербайджанский государственный музей ковра и народно-прикладного искусства, Баку.
- Ковер «Турунджлу», 1936 год. Государственный музей изобразительного искусства им. Р. Мустафаева, Баку.
- Ковер «Ленин и Сталин», 1936 год. Государственный музей изобразительного искусства им. Р. Мустафаева, Баку.
- Ковер «Турунджлу», 1937 год. Государственный музей изобразительного искусства им. Р. Мустафаева, Баку.
- Ковер «Беседа визиря с Нуширваном Справедливым», 1939 год. Совместная работа с Казымом Казымзаде. Государственный музей литературы им. Низами, Баку.
- Ковер «Сталин», 1939 год. Государственный музей изобразительного искусства им. Р. Мустафаева, Баку.
- Ковер «Ширин, поднимающаяся на гору Бисутун для встречи с Фархадом», 1939 год. Совместная работа с Газанфаром Халыговым. Государственный музей литературы им. Низами, Баку.
- Ковер «Меджнун среди диких зверей», 1939 год. Государственный музей литературы им. Низами, Баку.
- Ковер «Искендер и Нушаба», 1939 год. Совместная работа с Мамедали Шириновым. Государственный музей литературы им. Низами, Баку.
- Ковер «Низами», 1941 год. Азербайджанский государственный музей ковра и народно-прикладного искусства, Баку.
- Ковер «Джафар Джаббарлы», 1947 год. Азербайджанский музей истории, Баку.
- Ковер «70-летие Сталина», 1949 год. Государственный музей изобразительного искусства им. Р. Мустафаева, Баку.
- Ковер «30- летие СССР», 1952 год. Государственный музей изобразительного искусства им. Р. Мустафаева, Баку.
- Ковер «Хлопковый узор», 1952 год. Государственный музей изобразительного искусства им. Р. Мустафаева, Баку.
- Ковер «Агаджлы», 1953 год. Государственный музей изобразительного искусства им. Р. Мустафаева, Баку.
- Ковер «Карабах», 1955 год. Государственный музей изобразительного искусства им. Р. Мустафаева, Баку.
- Ковер «Автопортрет», 1956 год. Азербайджанский государственный музей ковра и народно-прикладного искусства, Баку.
- Ковер «Ленин», 1957 год. Азербайджанский государственный музей ковра и народно-прикладного искусства, Баку.[16]
- Ковер «Афшан», 1957 год. Государственный музей изобразительного искусства им. Р. Мустафаева, Баку.
- Ковер «Минели», 1959 год. Государственный музей изобразительного искусства им. Р. Мустафаева, Баку.
- Ковер «Ислими бендлик», 1960 год. Государственный музей изобразительного искусства им. Р. Мустафаева, Баку.
- Ковер «Нариман Нариманов», 1960 год. Азербайджанский музей истории, Баку.
- Ковер «Ислими», 1961 год. Государственный музей изобразительного искусства им. Р. Мустафаева, Баку.
- Ковер «Лечек-турундж», 1962 год. Государственный музей изобразительного искусства им. Р. Мустафаева, Баку.
- Ковер «Юрий Гагарин, первый космонавт СССР», 1962 год. Государственный музей изобразительного искусства им. Р. Мустафаева, Баку.
- Ковер «Космонавт Герман Титов», 1963 год. Государственный музей изобразительного искусства им. Р. Мустафаева, Баку.
- Ковер «Эйри золаглы», 1964 год. Государственный музей изобразительного искусства им. Р. Мустафаева, Баку.
- Ковер «Агаджлы», 1965 год. Азербайджанский государственный музей ковра и народно-прикладного искусства, Баку.
- Ковер «Памбык», 1965 год. Государственный музей изобразительного искусства им. Р. Мустафаева, Баку.
- Ковер «Весна», 1966 год. Государственный музей изобразительного искусства им. Р. Мустафаева, Баку.
- Ковер «Весна», 1967 год. Государственный музей изобразительного искусства им. Р. Мустафаева, Баку.
- Ковер «Молла Панах Вагиф», 1969 год. Азербайджанский государственный музей ковра и народно-прикладного искусства, Баку.
- Ковер «Насими», 1970 год. Азербайджанский государственный музей ковра и народно-прикладного искусства, Баку.
- Ковер «Царство зверей», 1973 год. Азербайджанский государственный музей ковра и народно-прикладного искусства, Баку.
- Ковер «Физули», 1973 год. Азербайджанский государственный музей ковра и народно-прикладного искусства, Баку.
- Ковер «Аджеми Нахчивани», 1974 год. Азербайджанский государственный музей ковра и народно-прикладного искусства, Баку.
- Ковер «Агаджлы», 1974 год. Азербайджанский государственный музей ковра и народно-прикладного искусства, Баку.
- Ковер «Аджеми Нахчивани», 1975 год. Штаб-квартира ЮНЕСКО, Париж.
- Ковер «Шах Исаил Хатаи», 1975 год. Азербайджанский государственный музей ковра и народно-прикладного искусства, Баку.
- Ковер «Шеби-Хиджран», 1975 год. Азербайджанский государственный музей ковра и народно-прикладного искусства, Баку.
- Ковер «Шах Исаил Хатаи», 1975 год. Дворец Ширваншахов, Баку.
- Ковер «Сафиаддин Урмави», 1975 год. Азербайджанский государственный музей ковра и народно-прикладного искусства, Баку.
- Ковер «Царство зверей», 1976 год. Азербайджанский государственный музей ковра и народно-прикладного искусства, Баку.
- Ковер «Насими», 1976 год. Азербайджанский государственный музей ковра и народно-прикладного искусства, Баку.
- Ковер «Вторая весна», 1976 год. Азербайджанский государственный музей ковра и народно-прикладного искусства, Баку.
- Ковер «Йени-чичи», 1976 год. Азербайджанский государственный музей ковра и народно-прикладного искусства, Баку.
- Ковер «Кетебели», 1977 год. Азербайджанский государственный музей ковра и народно-прикладного искусства, Баку.
- Ковер «Памбык», 1977 год. Азербайджанский государственный музей ковра и народно-прикладного искусства, Баку.
- Ковер «Валентина Терешкова», 1979 год. Азербайджанский государственный музей ковра и народно-прикладного искусства, Баку.
- Ковер «60-летие Азербайджанской ССР», 1981 год. Азербайджанский государственный музей ковра и народно-прикладного искусства, Баку.
- Ковер «Песня лет», 1981 год. Азербайджанский государственный музей ковра и народно-прикладного искусства, Баку.
- Ковер «Шах Исаил Хатаи», 1981 год. Азербайджанский государственный музей ковра и народно-прикладного искусства, Баку.
- Ковер «Лечек-турундж», 1982 год. Азербайджанский государственный музей ковра и народно-прикладного искусства, Баку.
- Ковер «60-летие СССР», 1982 год. Азербайджанский государственный музей ковра и народно-прикладного искусства, Баку.
- Ковер «Центры ковроткачества Азербайджана», 1984 год. Азербайджанский государственный музей ковра и народно-прикладного искусства, Баку.

## Комментарии
1. ↑  Не имел специального образования